# 三郷中央駅

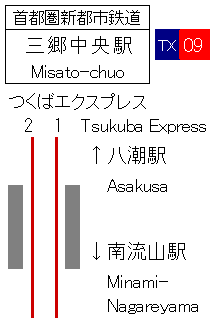
配線図

三郷中央駅（みさとちゅうおうえき）は、埼玉県三郷市中央一丁目にある、首都圏新都市鉄道つくばエクスプレスの駅。駅番号はTX09。

## 歴史
- 2005年（平成17年）8月24日：三郷市谷中字三尺上365番地に開業[注釈 1]。
- 2007年（平成19年）3月18日：ICカード「PASMO」の利用が可能となる[2]。
- 2015年（平成27年）1月31日：駅所在地の住所を、三郷市中央一丁目1番地1へ変更。

### 駅名の由来
三郷市の中央部に位置することから「三郷中央」とした。

## 駅構造
相対式ホーム2面2線を有する高架駅である。

### のりば
| 番線 | 路線               | 方向 | 行先       |
| ---- | ------------------ | ---- | ---------- |
| 1    | つくばエクスプレス | 下り | つくば方面 |
| 2    | つくばエクスプレス | 上り | 秋葉原方面 |

当駅のホーム中央部から秋葉原方に向けて、下り線は半径818m、上り線は半径822mのカーブが始まるが、ホーム部のカントを抑えているので、上下線共に通過時の最高速度は105km/hに制限されている。

### 駅舎
デザインコンセプトは、親水性に富んだ三郷市を象徴した「水辺を感じる駅」。川の流れをイメージし、緩やかなカーブを採り入れたデザインとなっている。

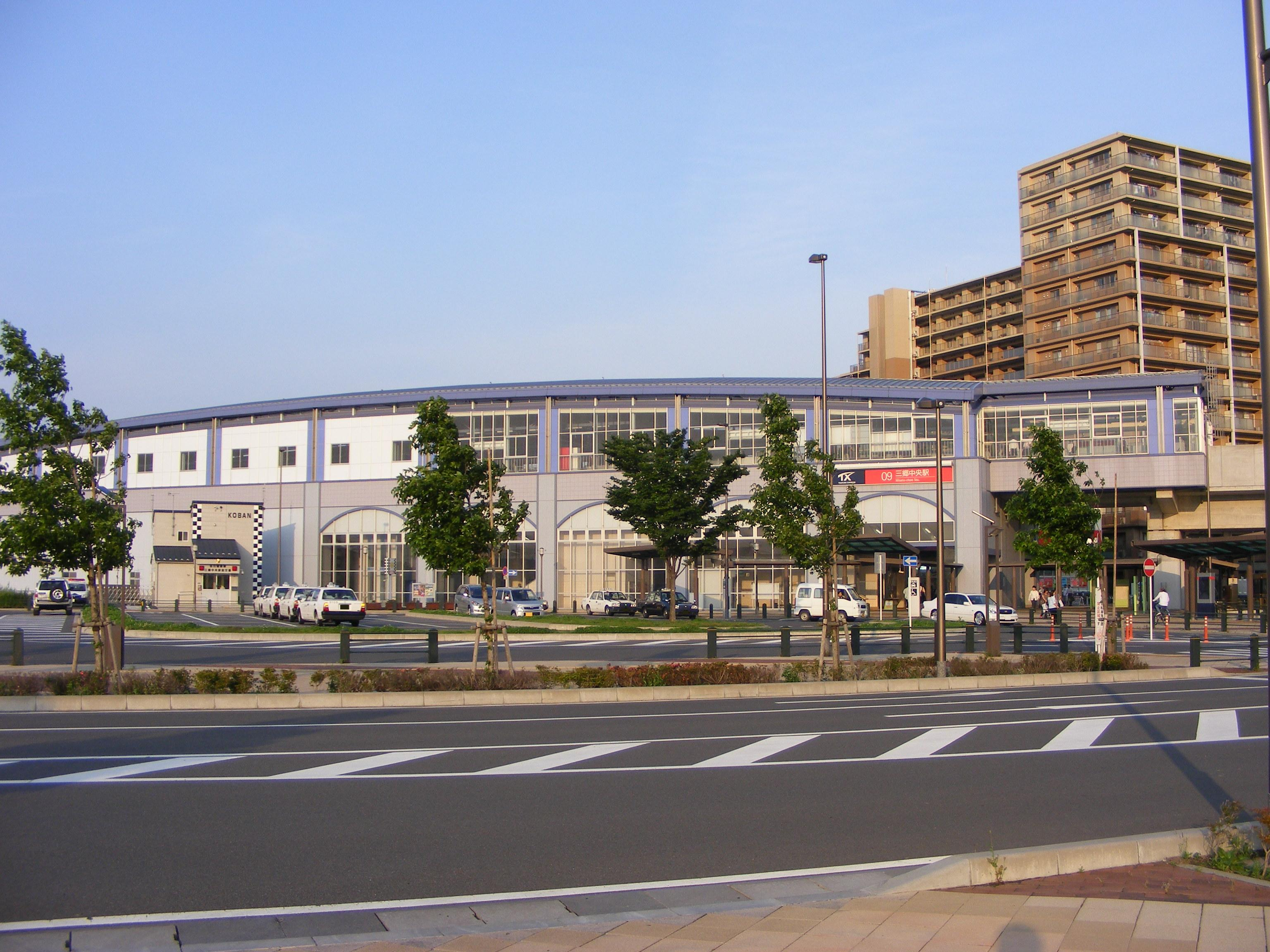
駅舎西側（2008年6月）
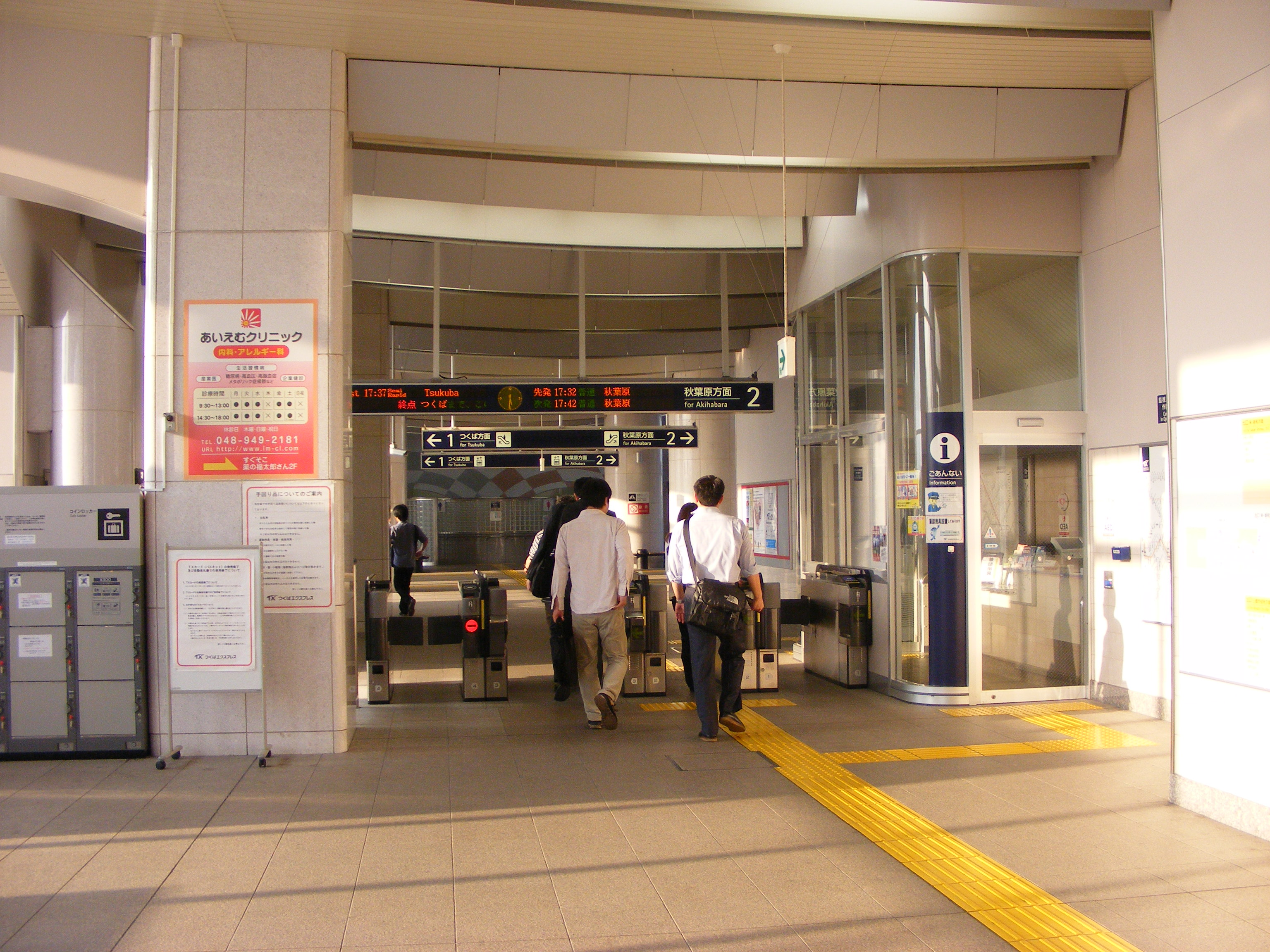
改札口（2008年6月）
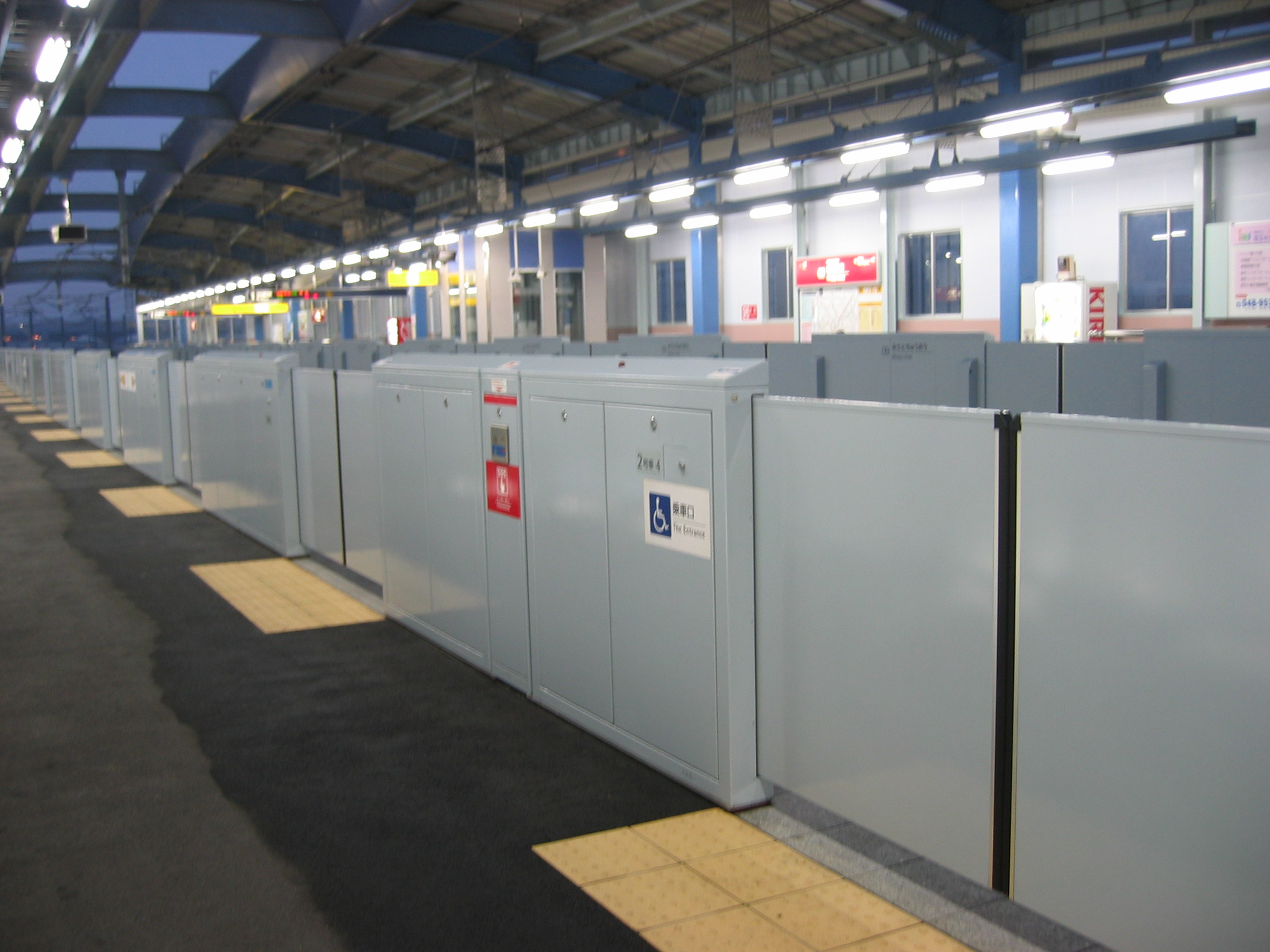
ホーム（2007年12月）
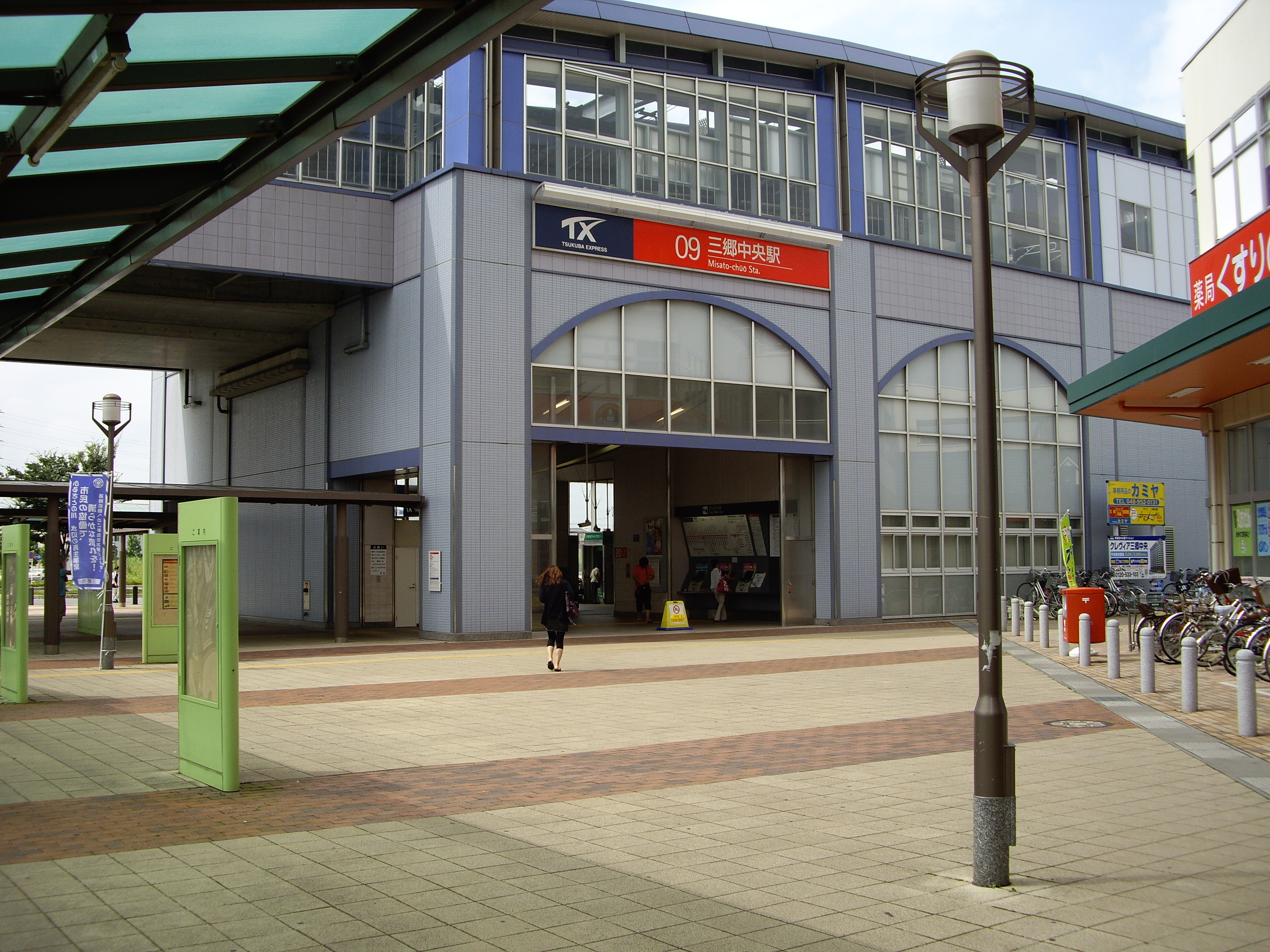
東側駅前（2009年8月）
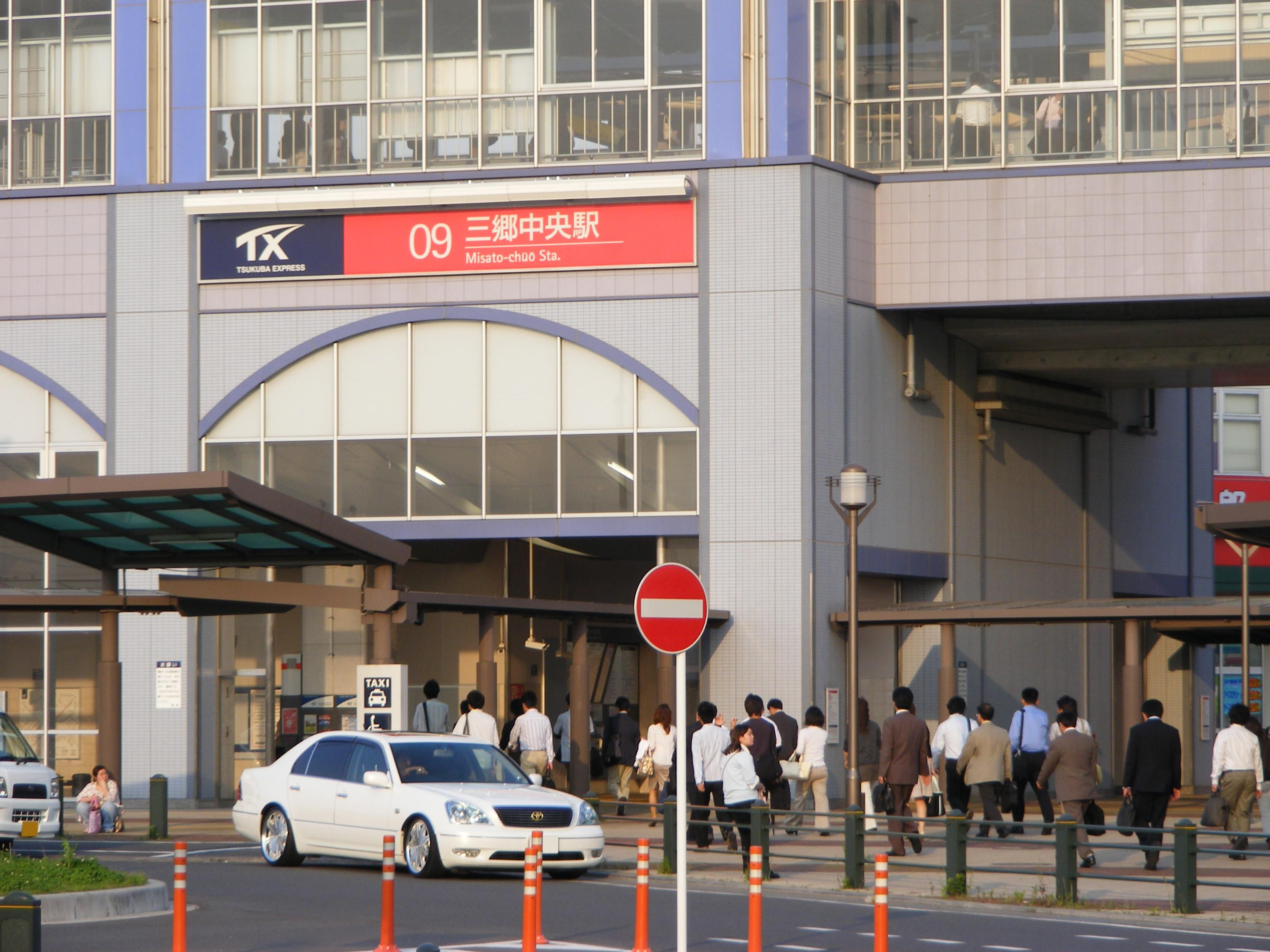
西側駅前（2008年6月）
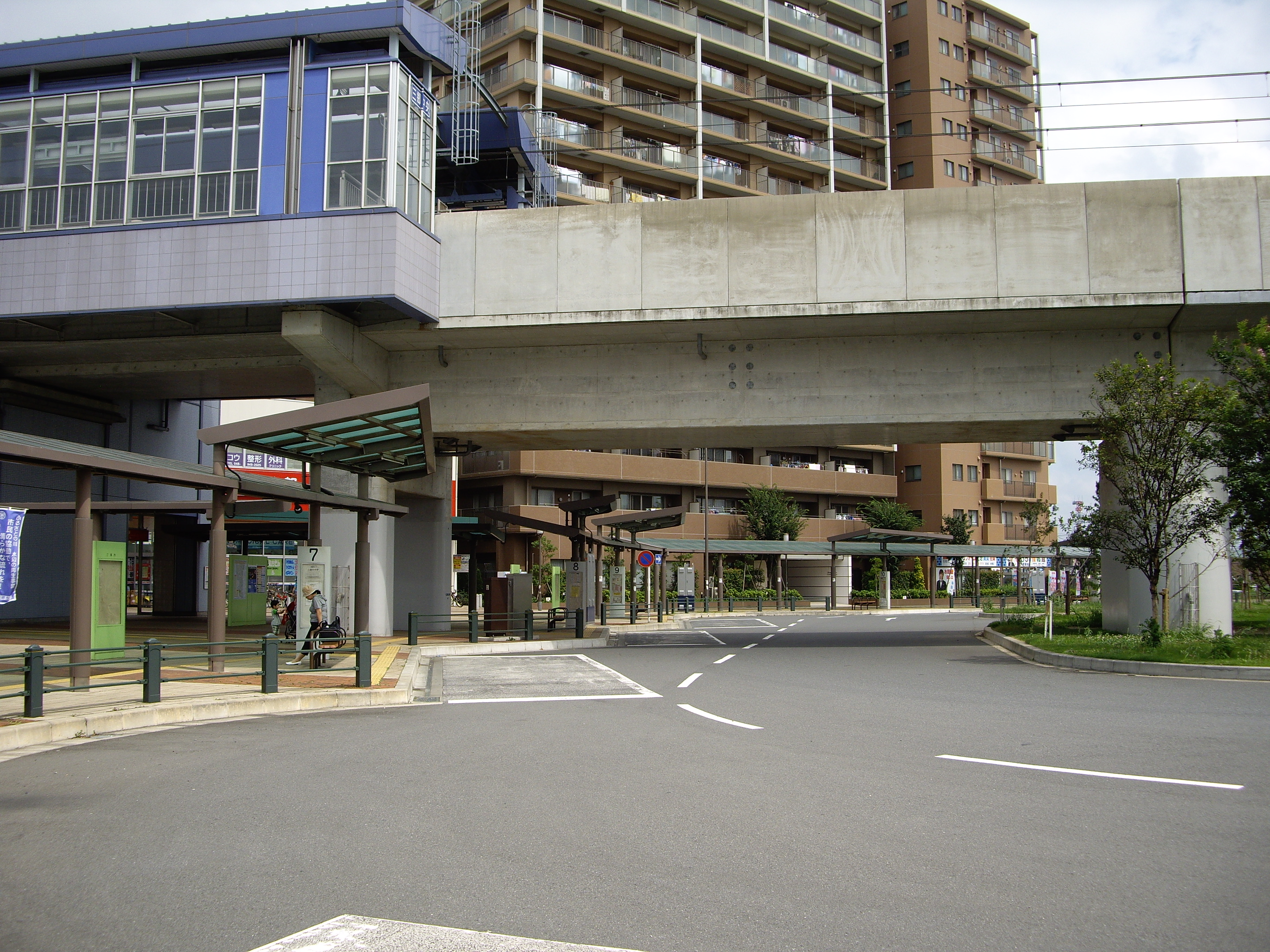
駅前・バス停留所（2009年8月）
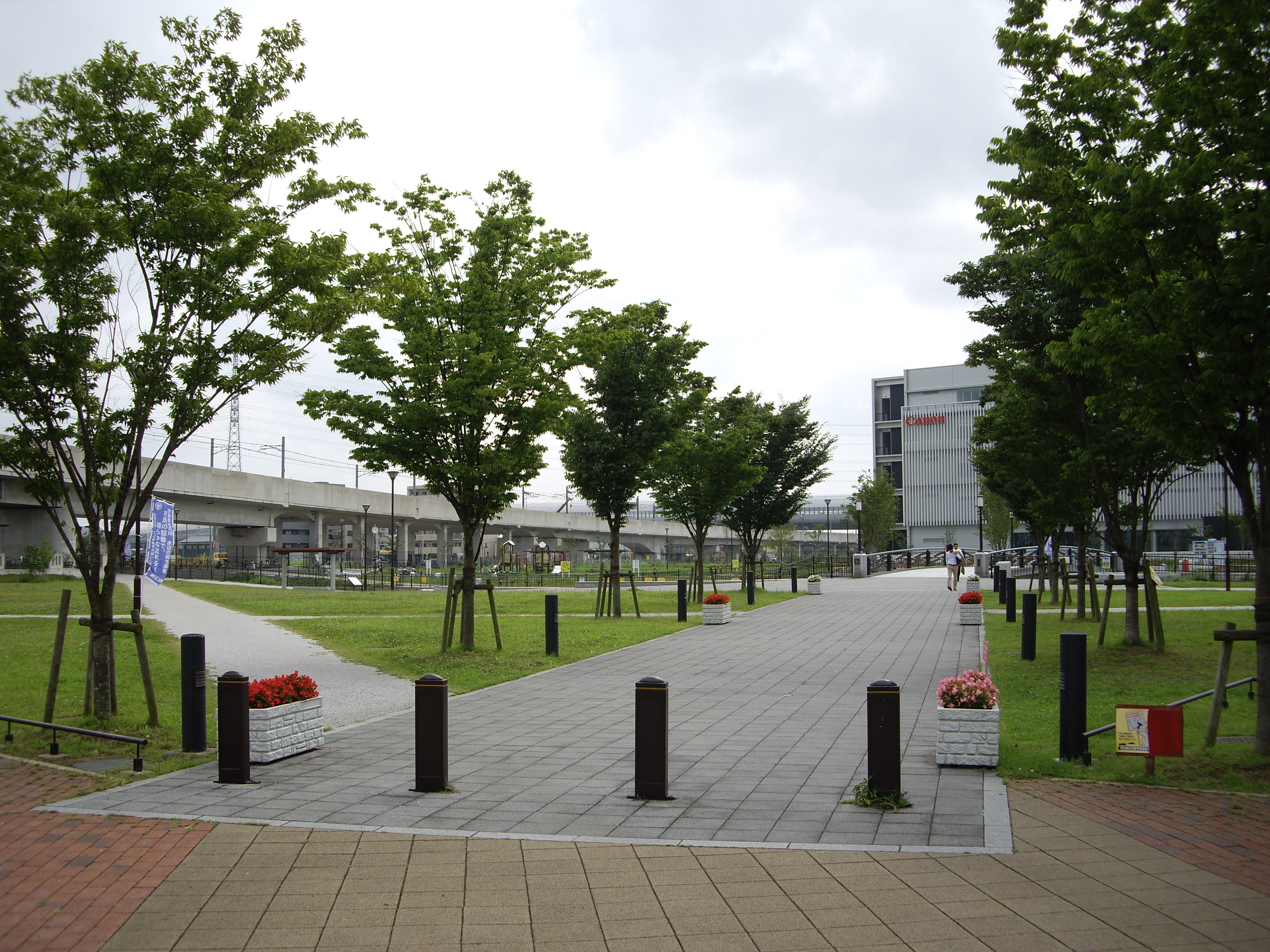
駅前・におどり公園（2009年8月）
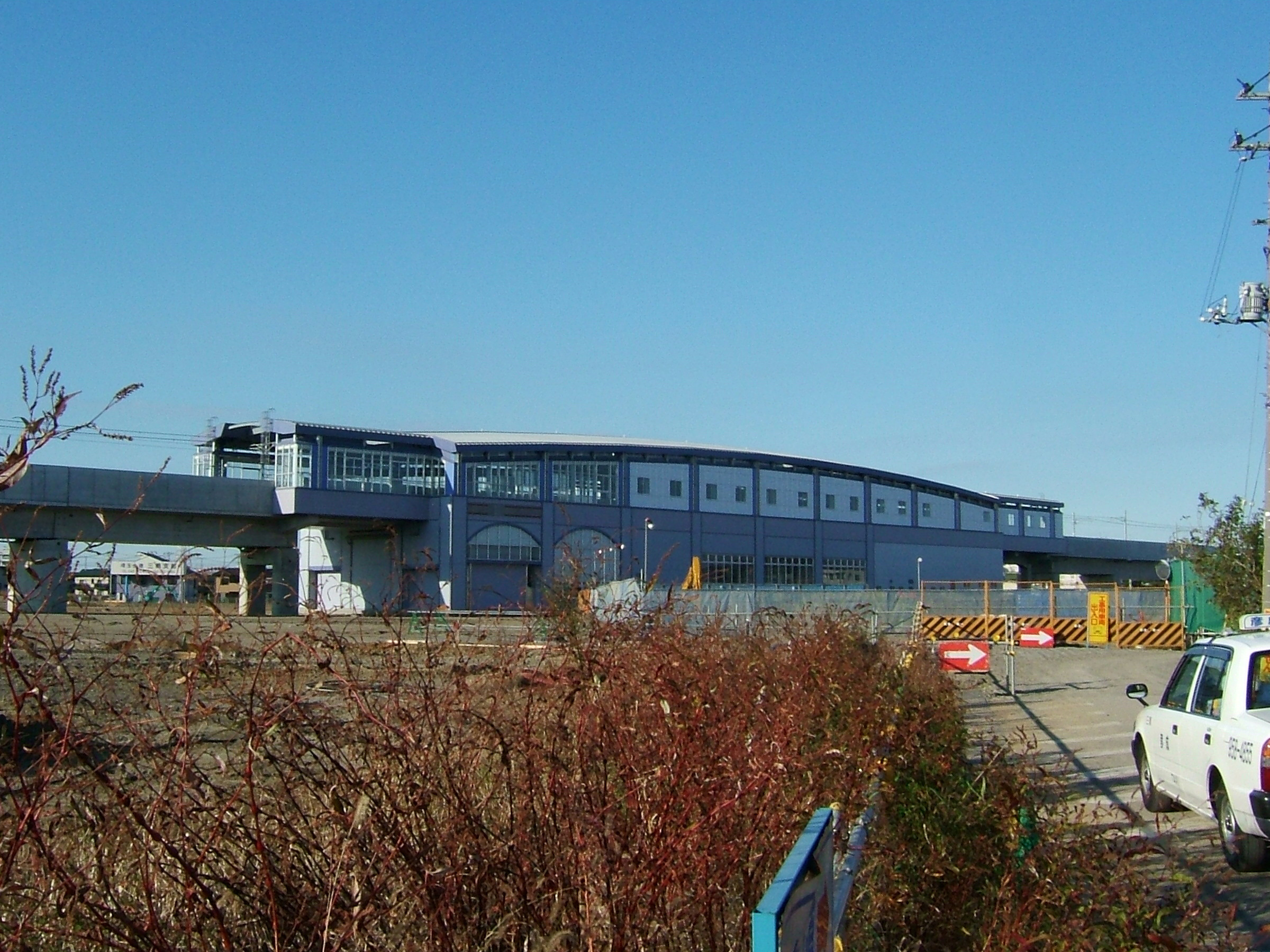
開業前の駅前東側（2004年11月）
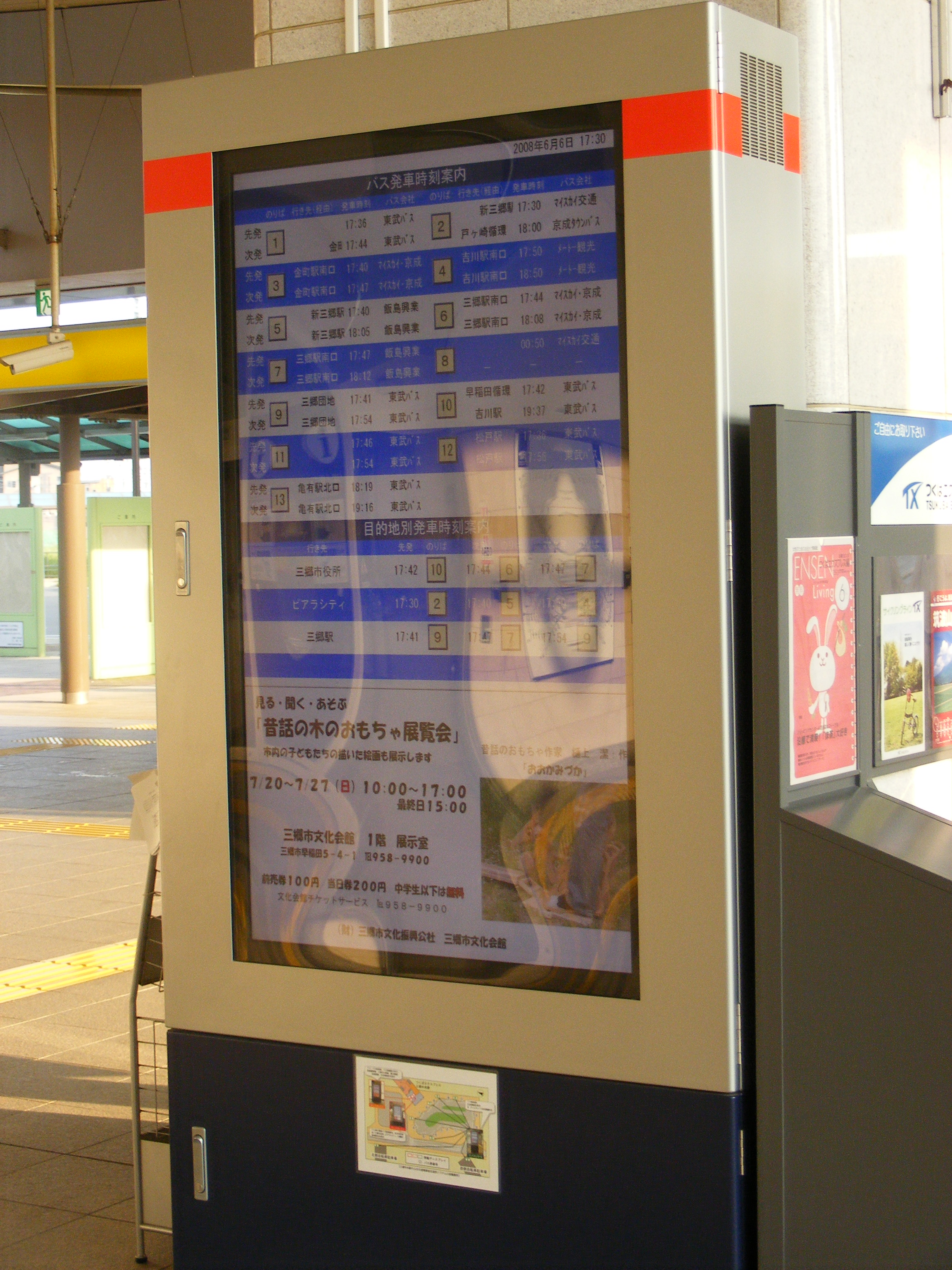
構内にあるバス案内板（2008年6月）

## 利用状況
2024年度の1日平均乗車人員は15,408人である。
開業以来の1日平均乗車人員推移は下表の通りである。
| 年度               | 1日平均 乗車人員 | 出典     |
| ------------------ | ---------------- | -------- |
| 2005年（平成17年） | 3,476            | [ * 1 ]  |
| 2006年（平成18年） | 4,743            | [ * 2 ]  |
| 2007年（平成19年） | 6,083            | [ * 3 ]  |
| 2008年（平成20年） | 6,984            | [ * 4 ]  |
| 2009年（平成21年） | 7,368            | [ * 5 ]  |
| 2010年（平成22年） | 8,128            | [ * 6 ]  |
| 2011年（平成23年） | 8,708            | [ * 7 ]  |
| 2012年（平成24年） | 9,862            | [ * 8 ]  |
| 2013年（平成25年） | 11,421           | [ * 9 ]  |
| 2014年（平成26年） | 11,772           | [ * 10 ] |
| 2015年（平成27年） | 12,487           | [ * 11 ] |
| 2016年（平成28年） | 13,164           | [ * 12 ] |
| 2017年（平成29年） | 14,069           | [ * 13 ] |
| 2018年（平成30年） | 15,093           | [ * 14 ] |
| 2019年（令和元年） | 15,413           | [ * 15 ] |
| 2020年（令和02年） | 11,883           |          |
| 2021年（令和03年） | 13,000           |          |
| 2022年（令和04年） | 14,201           |          |
| 2023年（令和05年） | 15,114           |          |
| 2024年（令和06年） | 15,408           |          |

## 駅周辺
駅名の「中央」は、地理的な意味で三郷市域の中央部に建設されたことによる。市役所は至近であるが、元々核のない市であり、2005年の駅開業時点では周辺に住宅等があるのみであった。2022年現在もその周辺は開発中で、マンションや戸建住宅が増えており、三郷市内最高層の超高層建築物であるザ・ライオンズ三郷中央も建設された。
- エムズタウン三郷中央 - 2005年10月14日にオープンしたショッピングセンター。
  - マルエツ 三郷中央店
  - 西松屋 エムズタウン三郷中央店
- キヤノンファインテックニスカ 本社開発センター
- 亀有信用金庫早稲田支店・総合グラウンド・三郷研修所
- 三郷中央総合病院
- しまむら三郷中央店
- 千葉銀行三郷中央支店
- 常陽銀行三郷支店
- 島忠 ホームズ三郷中央店
- ヤオコー三郷中央店
- オーケー 三郷中央店
- 東横INN三郷中央駅前

### 公共施設
- 吉川警察署三郷中央駅前交番
- におどり公園
- 東京都水道局三郷浄水場
- 三郷市消防本部
- 三郷郵便局
- 三郷市立新和小学校
- 三郷市立彦成小学校
- 三郷市役所
- 埼玉県立三郷高等学校
- 三郷市立栄中学校
- 三郷市立北中学校
- 三郷市立図書館
- 三郷駅（武蔵野線）
- 三郷市総合体育館
- 三郷市斎場
- 三郷スカイパーク
- 三郷中央インターチェンジ（東京外環自動車道）
- 三郷ジャンクション（首都高速6号三郷線・常磐自動車道・東京外環自動車道）
- 三郷インターチェンジ（首都高速6号三郷線・常磐自動車道）

### バス路線
駅前に乗り入れる路線バス事業者、行先、乗り場を以下に記す。
東武バスセントラル
- 三郷営業所
  - 金町駅（大膳橋経由 [金52] / 鎌倉北経由 [金54]） - 10番乗り場
  - 三郷駅経由 みさと団地 [金52] - 9番乗り場
  - 三郷市役所・三郷駅・みさと団地経由 新三郷駅 [金54] - 11番乗り場
  - 松戸駅[松03]-　12番乗り場(八潮営業所管内)
  - （三郷インター南部地区）流通団地東行 [流通01] - 13番乗り場
- 葛飾営業所
  - 亀有駅北口 [有51] - 13番乗り場

マイスカイ交通
- 新三郷駅東口 [M20-1] - 2番乗り場
- 金町駅南口 [M01・M10] - 3番乗り場
- 三郷駅南口 [M01] - 6番乗り場
- マイスカイ車庫 [M60] / 新三郷駅東口 [M02] - 8番乗り場

京成バス東京
- 金町駅 [金02] - 3番乗り場
- 三郷駅南口 [金02] - 6番乗り場

メートー観光
- 吉川駅南口（中曽根小学校前経由） [M3] - 4番乗り場

埼玉観光
- ピアラシティみさと [彦01] - 5番乗り場（土休日のみ新三郷駅への延長運転あり）
- 三郷市役所 [彦02]（平日のみ） / 三郷駅南口 [彦05]（土休日のみ） - 7番乗り場

各バス乗り場には、乗り入れるバスとつくばエクスプレスの発車案内および地域情報を表示する大型ディスプレイが設置されている。

## 隣の駅
首都圏新都市鉄道
つくばエクスプレス
■快速・■通勤快速（平日下りのみ運転）
通過
■区間快速・■普通
八潮駅 (TX08) - 三郷中央駅 (TX09) - 南流山駅 (TX10)

### 記事本文